# Stanley Ketchel
Stanley Ketchel, właściwie Stanisław Kiecal, przydomek Michigan Assassin (zabójca z Michigan) (ur. 14 września 1886, zm. 15 października 1910) – amerykański pięściarz polskiego pochodzenia, mistrz świata wagi średniej.

## Najmłodsze lata
Urodził się w Grand Rapids w stanie Michigan w rodzinie polskich emigrantów; jego rodzice: Tomasz Kiecal i Julia z Olbińskich pochodzili ze wsi Sulmierzyce w ówczesnej guberni piotrkowskiej. Dom rodzinny opuścił już w wieku 12 lat, w poszukiwaniu przygód poprzez Chicago, Kanadę dotarł w 1901 do miasteczka Butte w Montanie; imał się tam różnych zajęć: był posługaczem, robotnikiem rolnym, pomocnikiem drwali, kowala, stolarza. Był zaprawiony w licznych bójkach, których nie dawało się uniknąć przy takim trybie życia; przy okazji jednej z nich został dostrzeżony przez byłego boksera, Maurice Thompsona. Thompson został pierwszym trenerem i sparingpartnerem Ketchela, wprowadził go też do miejscowego klubu pięściarskiego. Od pierwszych treningów dały się zauważyć niezwykłe predyspozycje Ketchela do boksu: wyjątkowa szybkość, zręczność, siła ciosu, oraz niespotykana żądza walki i zaciekłość. Pierwszą oficjalną walkę stoczył 2 maja 1903 – już w pierwszej rundzie znokautował Kida Tracy.

## Początek kariery
Na kolejne walki Ketchel czekał jeszcze rok, Thompson przekonał go, że musi się jeszcze wiele nauczyć. Prawdziwa kariera zawodowa rozpoczęła się w połowie 1904. Od tego czasu do końca 1906 Ketchel stoczył w Montanie 40 walk, z których 2 przegrał na punkty (obie ze swoim trenerem), dwie zremisował, jedna była pokazówką, a pozostałe 35 wygrał przez nokaut. Po tak wspaniałej serii ruszył na podbój Kalifornii. Tam znokautował trzech niezłych pięściarzy, co otworzyło mu drogę do walki z Joe Thomasem, noszącym przydomek The Pride of California czyli „Chluba Kalifornii”.

## Walki z Joe Thomasem
Joe Thomas był wówczas bardzo cenionym pięściarzem, świetnym technicznie, wsławionym znokautowaniem Honeya Mellody’ego (który wkrótce został mistrzem świata); był więc zdecydowanym faworytem w pojedynku z nieznanym szerzej Ketchelem. Pierwsza ich walka odbyła się 4 lipca 1907 w Marysville; początkowo dominował Thomas, ale w 11 rundzie został mocno trafiony przez Ketchela i tylko koniec rundy uchronił go przed wyliczeniem; od tego momentu walka się wyrównała i po 20 rundach ogłoszono remis. Walka wzbudziła ogromne zainteresowanie, postanowiono więc szybko doprowadzić do kolejnego starcia. Spotkanie, zakontraktowane na 45 rund, odbyło się 2 września 1907 w Colma; ponieważ w międzyczasie wycofał się z czynnego uprawiania boksu ówczesny mistrz świata wagi średniej Tommy Ryan, reklamowano je jako walkę o wakujący tytuł (co jednak nie zostało oficjalnie uznane). Miało bardzo dramatyczny przebieg, obaj pięściarze byli kilkakrotnie liczeni, w 29. rundzie Ketchel po otrzymaniu wyjątkowo silnego ciosu był na krawędzi porażki, pozbierał się jednak, przeszedł sam do ataku i w 32. rundzie znokautował Thomasa. Po tej walce przylgnął do niego przydomek The Michigan Assassin czyli „Zabójca z Michigan”. Thomas otrzymał szansę rewanżu, trzecia walka odbyła się 12 grudnia w San Francisco i zakończyła się pewnym zwycięstwem Ketchela na punkty.

## Walki z braćmi Sullivan
Nie wszyscy chcieli uznać Ketchela za mistrza świata tłumacząc, że pokonał on tylko jednego zawodnika ze światowej czołówki. Pretensje do tytułu rościli sobie głównie bracia Sullivanowie (Irlandczycy z pochodzenia, urodzeni 23 września 1878), pierwsza w historii para bliźniaków, którzy byli bokserami najwyższej klasy. Mike Sullivan był wówczas mistrzem świata wagi półśredniej po pokonaniu Honeya Mellody’ego; stanął w ringu naprzeciw Ketchela 23 lutego 1908 w Colma, nie przetrwał jednak nawet pierwszej rundy. Klęskę brata chciał pomścić Jack Sullivan, 9 maja na tym samym ringu w Colma został również znokautowany, choć dopiero w 20. rundzie. Po tej walce już nikt nie kwestionował prymatu Ketchela, który został oficjalnie uznany za mistrza świata wagi średniej.

## Walki z Billym Papke
Ketchelowi rósł jednak inny groźny rywal, Billy Papke, który robił wówczas furorę we wschodniej części USA; odbył 29 walk bez porażki z coraz lepszymi przeciwnikami. Papke stoczył z Ketchelem 4 walki, które przeszły do historii boksu.
- Pierwsza walka: 4 czerwca 1908, Milwaukee, towarzyska, zakontraktowana na 10 rund. Był to niezwykle interesujący i zacięty pojedynek, obfitujący w niezliczoną liczbę mocnych ciosów z obu stron, bardzo wyrównany do 6. rundy, później z rosnącą przewagą Ketchela, który zwyciężył wyraźnie na punkty. Po tym pojedynku Ketchel dwukrotnie bronił tytułu, 31 lipca znokautował w 3. rundzie Irlandczyka Hugo Kelly’ego, a 18 sierpnia w 2. rundzie Joe Thomasa.
- Druga walka: 7 września 1908, Vernon, o tytuł mistrza świata, zakontraktowana na 20 rund. Na przebieg walki zasadniczy wpływ miał incydent, a właściwie chuligański wybryk Papkego, którego dopuścił się on w czasie powitania na ringu. Bokserzy na początku walki (już po pierwszym gongu) zwyczajowo witali się podając sobie rękawice, lub lekko trącając się ich grzbietami, natomiast Papke niespodziewanie zadał Ketchelowi dwa bardzo mocne ciosy w głowę; jeden z nich spowodował silne, narastające zapuchnięcie oczu; zamroczony mistrz znalazł się pod gradem uderzeń i był w pierwszej rundzie trzykrotnie liczony. Nie doszedł już do siebie i coraz mniej widząc bronił się tylko przed atakami Papkego, wytrzymał do 12. rundy w której został znokautowany. Z oficjalnego punktu widzenia Papke nie popełnił przewinienia, gdyż żadne przepisy nie regulowały kwestii powitania przed walką i sędzia (którym był sam Jim Jeffries) nie miał podstaw do interwencji. Od tej pory zarzucono zwyczaj witania się już po gongu, zawodnicy spotykają się teraz przed rozpoczęciem walki na środku ringu w obecności sędziego i podają sobie dłonie.
- Trzecia walka: 26 listopada 1908, Colma, o tytuł mistrza świata, zakontraktowana na 20 rund. Papke nie stronił od obrony tytułu i szybko zgodził się na rewanż. Tym razem przewaga Ketchela od pierwszej rundy nie podlegała dyskusji, systematycznie demolował czempiona i wreszcie znokautował go w 11. rundzie. Po tej walce Ketchel stoczył kilka pojedynków, w tym dwukrotnie ze słynnym „Philadelphia” Jackiem O’Brianem, ale Billy Papke chciał dostać jeszcze jedną szansę na odzyskanie tytułu.
- Czwarta walka: 5 lipca 1909, Colma, o tytuł mistrza świata, zakontraktowana na 20 rund. Był to najzacieklejszy ich pojedynek, dość powiedzieć, że obaj szybko doznali złamań kości dłoni (Papke w 2. rundzie – lewej a Ketchel w 6. rundzie – prawej oraz w 7. rundzie lewego kciuka), nie powstrzymało ich to jednak przed niesłychaną bijatyką aż do ostatniego gongu. Zwyciężył wyraźnie na punkty Ketchel.

## Walka z Jackiem Johnsonem
W owym czasie mistrzem świata wagi ciężkiej był czarnoskóry Jack Johnson, bezwzględnie najlepszy pięściarz tamtego okresu; fakt, że czempionem jest Murzyn spędzał sen z powiek wielu Amerykanom. Dlatego trwały intensywne poszukiwania „białej nadziei”, czyli białego boksera, który mógłby odebrać Johnsonowi tytuł. Słynny impresario Jim Coffroth postanowił wykorzystać olbrzymią popularność Ketchela, bardziej licząc na wielki zysk niż na jego wygraną. Johnsonowi obiecano sowite honorarium (25 000 dolarów), z uwagi na znaczną różnicę warunków fizycznych (Ketchel: wzrost 173 cm, waga 77,2 kg; Johnson: wzrost 186.5 cm, waga 93,2 kg) wymuszono na nim obietnicę, że nie będzie dążył do znokautowania rywala.
Walka odbyła się 16 października 1909 w Colma w obecności ponad 10000 widzów, stawką był tytuł mistrza świata wagi ciężkiej a zakontraktowano ją na 25 rund jako no decision, co było praktycznie gwarancją dla Johnsona że nie straci tytułu. Było to wspaniałe widowisko, w którym Ketchel – mistrz natarcia trafił na arcymistrza defensywy Johnsona; wściekłe ataki Ketchela zaczęły stopniowo przełamywać obronę rywala, w 11. rundzie potężny cios trafił Johnsona bardzo boleśnie w szyję wyprowadzając go z równowagi; odpowiedział serią ciosów po których Ketchel upadł. W następnej rundzie Ketchel trafił ponownie, tym razem tak mocno, że Johnson upadł i był liczony; zdał sobie w tym momencie sprawę, że musi znokautować jeśli sam nie chce zostać znokautowany. Podniósł się więc, i zadał Ketchelowi potężny nokautujący cios. Nieprzytomnego Ketchela zniesiono z ringu, kilka jego zębów znaleziono podobno po walce w rozprutej rękawicy Johnsona. Sam Johnson utrzymywał później, że nigdy nie otrzymał tak silnego ciosu, jak od Ketchela, ani też nigdy nikomu tak mocnego jak ten kończący walkę nie zadał. „Myślałem, że go zabiłem” – powiedział.

## Walka z Samem Langfordem
Po walce z Johnsonem Ketchel wypoczywał przez kilka miesięcy, nie próżnował zaś Jim Coffroth, który znalazł dla niego bardziej odpowiedniego rywala. Był nim świetny czarnoskóry pięściarz Sam Langford, znany z potężnego ciosu, wielkiej odporności i serca do walki, który nie stronił też od pojedynków z o wiele cięższymi rywalami. W ramach promocji głównej walki, która miała być zakontraktowana na 45 rund urządzono najpierw 6-rundowy pojedynek no decision. Odbył się on 27 kwietnia 1910 w Filadelfii. Początek nie zapowiadał wielkich emocji, pod koniec 3. rundy widzowie zaczęli nawet gwizdać niezadowoleni ze ślamazarnego tempa. Podenerwowany Ketchel od początku czwartego starcia ruszył do szaleńczego ataku, a Langford nie pozostawał mu dłużny. Tak niesamowitej wymiany ciosów, trwającej do końca walki, nigdy dotąd nie widziano, po ostatnim gongu widownia wyła z zachwytu. Wpływy z głównej walki zapowiadały się bardzo obiecująco.

## Śmierć Ketchela
W ramach przygotowań do walki z Langfordem Ketchel stoczył kilka zwycięskich pojedynków, a następnie zaszył się na ranczo swojego przyjaciela, pułkownika Dickersona w Conway w stanie Missouri. Pewnego dnia, kiedy siedział przy stole w jadalni został zamordowany strzałem w plecy przez robotnika rolnego Waltera Dipleya. Motywem tej zbrodni mogła być zazdrość Dipleya o dziewczynę, z którą Ketchel rozmawiał poprzedniego dnia lub rabunek; morderca zabrał denatowi 2000 dolarów i pierścień z brylantem (skazano go na dożywocie, odsiedział 25 lat).
Stanley Ketchel został pochowany na cmentarzu Holy Cross Cemetery w swoim rodzinnym mieście Grand Rapids.

## Sława
Stanley Ketchel jest uznawany przez wielu znawców boksu za najwybitniejszego w historii zawodnika wagi średniej. W 1954 r. został wybrany do Ring Boxing Hall of Fame; w 1990 r. do International Boxing Hall of Fame; w 2004 roku zajął 6. miejsce na liście najlepszych bokserów w historii, ogłoszonej w magazynie The Ring.